# Đerekarce
Đerekarce (izvirno srbsko Ђерекарце) je naselje v Srbiji, ki upravno spada pod Občino Trgovište; slednja pa je del Pčinjskega upravnega okraja.

## Demografija
V naselju, katerega izvirno (srbsko-cirilično) ime je Ђерекарце, živi 109 polnoletnih prebivalcev, pri čemer je njihova povprečna starost 37,0 let (35,5 pri moških in 38,6 pri ženskah). Naselje ima 44 gospodinjstev, pri čemer je povprečno število članov na gospodinjstvo 3,55.
To naselje je popolnoma srbsko (glede na rezultate popisa iz leta 2002).
|  |

| Demografija | Demografija     | Demografija     |
| Leto        | Št. prebivalcev | Št. prebivalcev |
| ----------- | --------------- | --------------- |
|             |                 |                 |
|             |                 |                 |
|             |                 |                 |
|             |                 |                 |
| 1948        | 394             |                 |
| 1953        | 403             |                 |
| 1961        | 368             |                 |
| 1971        | 365             |                 |
| 1981        | 124             |                 |
| 1991        | 95              | 95              |
| 2002        | 157             | 156             |
|             |                 |                 |

| Etnična sestava po popisu iz leta 2002 | Etnična sestava po popisu iz leta 2002 | Etnična sestava po popisu iz leta 2002 | Etnična sestava po popisu iz leta 2002 | Etnična sestava po popisu iz leta 2002 |
| -------------------------------------- | -------------------------------------- | -------------------------------------- | -------------------------------------- | -------------------------------------- |
| Srbi                                   | Srbi                                   |                                        | 156                                    | 100,0%                                 |
| Neznano                                | Neznano                                |                                        | 0                                      | 0,0%                                   |